# Aliens: Dark Descent
Aliens: Dark Descent est un jeu vidéo de stratégie en temps réel développé par Tindalos Interactive et édité par Focus Entertainment. Situé dans la franchise Aliens, le jeu est sorti sur Microsoft Windows, PlayStation 4, PlayStation 5, Xbox One et Xbox Series le 20 juin 2023.

## Synopsis
La lune Lethe est victime en 2198 d'une infestation Xénomorphe, qui a entrainé l'activation du Protocole Cerberus, le plus extrême des confinement planétaires. Un croiseur du corps des marines coloniaux, l'USS Otago est gravement endommagé lors de la mise en place de la quarantaine et s'écrase sur la lune. Les marines coloniaux devront  combattre l'infestation tout en sauvant autant de colons que possible et rassembler des ressources afin de réparer leur vaisseau et quitter la planète...

## Système de jeu
Dark Descent est un jeu vidéo de stratégie en temps réel joué en vue du dessus. Les joueurs doivent donner des ordres à une escouade de quatre marines coloniaux, qui doivent combattre les xénomorphes et les agents voyous de la Weyland-Yutani Corporation. Le jeu propose cinq classes de personnages de départ, chacune avec ses propres armes et capacités uniques. Alors que le combat se déroule en temps réel, les joueurs peuvent brièvement ralentir le temps d'exploration afin d'émettre des commandes ou de mettre en place une embuscade. Les joueurs sont encouragés à explorer la station lunaire, à découvrir des raccourcis et à déployer des traqueurs de mouvement qui permettent aux joueurs de suivre les mouvements des aliens. Les joueurs peuvent également utiliser une scie électrique pour ouvrir des portes verrouillées ou des portes soudées. Les modifications apportées à la disposition des niveaux sont permanentes. Souder une porte peut empêcher les Xénomorphes d'avancer, mais cela peut cependant bloquer la route du joueur lors de visites ultérieures,.  
Entre les missions, les joueurs peuvent améliorer et personnaliser leurs personnages. Les joueurs doivent maintenir non seulement la santé physique mais aussi la santé mentale de leurs personnages. Chaque personnage a ses propres traits mentaux. Leurs performances au combat peuvent être affectées s'ils sont soumis à trop de contraintes. Ils peuvent rater leurs tirs, se comporter de manière irrationnelle ou même saboter la mission du joueur. Les membres de l'escouade peuvent mourir définitivement après avoir été attaqués. Les joueurs peuvent évacuer pendant une mission pour éviter de perdre toute l'équipe.  Selon les développeurs du jeu, chaque mission du jeu dure "entre 20 minutes et une heure".

## Développement
Le jeu est développé par le studio français Tindalos Interactive, qui avait précédemment développé la série Battlefleet Gothic: Armada de jeux vidéo de stratégie en temps réel. Selon le directeur général de Focus Entertainment John Bert, le jeu s'inspire des jeux de rôle tactique sur ordinateur.  Le jeu a été annoncé lors du Summer Game Fest en juin 2022. Il est sorti sur Microsoft Windows, PlayStation 4, PlayStation 5, Xbox One et Xbox Series le 20 juin 2023. 